# Supersonus
Supersonus é um gênero de insetos da ordem Orthoptera que se inclui na família das chamadas "esperanças" (Tettigoniidae). O gênero foi descrito em 2014, após a descoberta de três novas espécies nas florestas tropicais da América do Sul. Seu nome é uma alusão ao fato de que os machos dessas esperanças, com o objetivo de atraírem as fêmeas, produzem um ruído capaz de alcançar frequências altíssimas, atingindo 150 kHz, tendo sido considerado o mais alto ruído ultrassônico do reino animal. O ruído, por sua vez, é imperceptível pela audição humana, que só é capaz de detectar até a faixa máxima de 20 kHz.

## Taxonomia
Dentre as três espécies descritas nesse gênero, encontram-se:
- Supersonus aequoreus
- Supersonus undulus
- Supersonus piercei